# تینلی پارک (ایلینوی)
تینلی پارک (به انگلیسی: Tinley Park) یک روستا در ایالات متحده آمریکا است که در شهرستان کوک (ایلینوی) واقع شده‌است. تینلی پارک ۴۱٫۷۷ کیلومتر مربع مساحت و ۵۶٬۷۰۳ نفر جمعیت دارد.